# Vicq (Haute-Marne)
Vicq is een gemeente in het Franse departement Haute-Marne (regio Grand Est) en telt 195 inwoners (1999). De plaats maakt deel uit van het arrondissement Langres.

## Geografie
De oppervlakte van Vicq bedraagt 13,6 km², de bevolkingsdichtheid is 14,3 inwoners per km².
De onderstaande kaart toont de ligging van Vicq (Haute-Marne) met de belangrijkste infrastructuur en aangrenzende gemeenten.

## Demografie
Onderstaande figuur toont het verloop van het inwonertal (bron: INSEE-tellingen).